# سبنسر فينش
سبنسر فينش (بالإنجليزية: Spencer Finch)‏ هو فنان أمريكي، ولد في 1962.